# Fotodiod

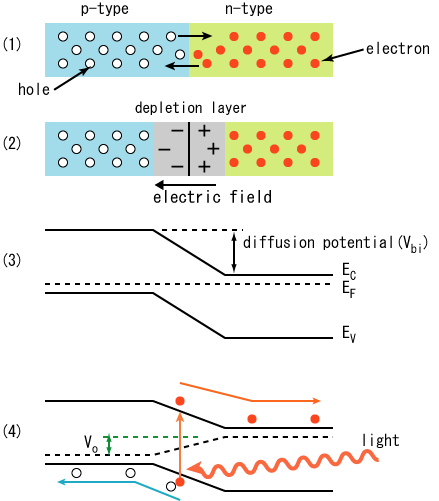
Ljus exciterar elektron-hål-par vid en pn-övergång.

En fotodiod är i grund och botten en helt vanlig diod, dock utan ett yttre skyddande hölje. Halvledardioder består av en övergång mellan två områden: ett P-dopat område och ett N-dopat område.
Det vanligaste ämnet i fotodioder är kisel som har fyra valenselektroner. N-området görs genom dopning med ett ämne med fem valenselektroner, exempelvis fosfor, och P-skiktet är dopat med ett ämne med tre valenselektroner, exempelvis bor. Därför saknas det elektroner i p-området, medan det finns ett överskott av elektroner i n-skiktet. Elektronkoncentationerna är alltså olika på ömse sidor om kontaktskiktet. Diffusion leder då till att elektroner i n-området vandrar över till p-området. Det är ett skikt nära övergången av det n-dopade området som blir positivt laddat, medan det uppstår ett negativt laddat skikt i det p-dopade området, med ett starkt elektriskt fält däremellan. I mörker finns här inga fria elektroner.
Men om en foton absorberas genereras ett elektron-hål-par. När elektronen hamnar i det elektriska fältet mellan skikten, svepas den till det positivt laddade n-skiktet, där den kan ledas ut i en yttre krets (elledning). Fotoströmmen är proportionell mot ljusstyrkan med vilken dioden belyses.

## Spektralrespons för kiselfotodioder
Fotodetektorer i kisel med en designdefinierad spektral respons beskrivs. För detta ändamål utnyttjas modern mikrobearbetningsteknik i allmänhet och två egenskaper hos den integrerade kiselfotodetektorn i synnerhet. För det första utnyttjas våglängdsberoendet hos absorptionskoefficienten. För det andra utnyttjas den omständigheten att interferensfiltret i flera lager vid pn-övergången utvecklas genom bearbetning av en kiselskiva. Det komplexa brytningsindexet för kisel, n * = n - jk, är våglängdsberoende i den märkbara delen av spektrumet på grund av ett indirekt bandgap vid 1,12 eV och möjligheten till en direkt övergång vid 3,4 eV, vilket gör att materialet i hög grad absorberar UV-strålning och även fungerar praktiskt taget som ett transparent material för våglängder över 800 nm. Denna mekanism gör det möjligt att konstruera färgsensorer och fotodioder med distinkt respons i IR- eller UV-området. Överföringen av händelseljus med en ytstapel av tunna filmer till volymmässigt kisel är beroende av våglängden. Den nödvändiga kompatibiliteten med konventionella mikroelektroniska processer i kisel begränsar utbudet av idealiska material till kiselkompatibla material som traditionellt används för tillverkning av integrerade kretsar. Exakta uppgifter om kristallint kisel, termiskt odlat SiO2, LPCVD-polysilikon, kiselnitrid (med låg förlust och stökiometrisk) och oxider (LTO, PSG, BSG, BPSG), PECVD-oxynitrider samt smalfilmsmetaller tillhandahålls för att öka simuleringens förutsägbarhet. För en fullständig mikrospektrometer används vanligtvis mikrobearbetning för att tillverka diffusionskomponenten. Enheter som arbetar i det synliga eller infraröda spektralområdet baserat på ett Fabry-Perot-galler eller en etalon presenteras.

## Tillämpningar
- Ljusmätare, tex i kameror;
- Fjärrkontrollmottagare
- Solceller för elenergi.